# Magistralinis kelias A17
La Magistralinis kelias A17 o tangenziale di Panevėžys è una strada maestra della Lituania. Collega vari quartieri della città di Panevėžys. La lunghezza della strada è di 22,28 km.

## Descrizione

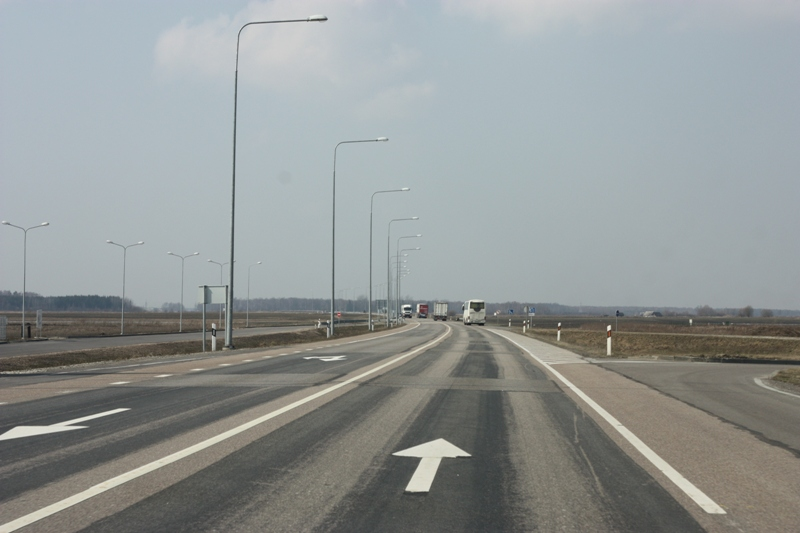
A17 nel 2010

La A17 forma la circonvallazione occidentale della città di Panevėžys, collegando la A10 a nord con la A9 a ovest e la A8 con la A2 a sud: fa parte della strada europea E67 (via Baltica) e della strada europea E272.